# Дарја Касаткина
Дарја Касаткина (рус. Дарья Сергеевна Касаткина; Тољати, 7. мај 1997) је аустралијска професионална тенисерка руског порекла.
Касаткина је побједница 3 WTA турнира (један у дублу); побједница 7 ИТФ турнира у синглу; побједница једног Гренд Слем јуниорског турнира у синглу (Ролан Гарос 2014); бивши трећи рекет у јуниорском рангу и први рекет Русије.
Њен најбољи пласман је 10. мјесто на WTA листи.

## Биографија
Рођена је у Самарској области у Тољатију у Русији. Отац Сергеј (Сергей Игоревич) и мајка Татјана (Татьяна Борисовна) највећа су јој подршка. Касаткину је у сфере спорта увео брат Александар који је и данас њен тренер и битна личност за спортски ангажман младе тенисерке. Тенис је почела да игра са 6 година. Први њен тренер је Дамир Нургаљев (Дамир Нургалеев).

## Тенис

### Стил игре и узори
Дарја Касаткина је више пута истакла да је њен узор Рафаел Надал. Омиљени ударац ове тенисерке је форхенд. Воли да гледа мушке тениске мечеве, јер сматра да се тенисери боље крећу и сервирају него жене.

### Рани успјеси
Са 14 година учествује на ИТФ турниру „Самара куп“ и остварује убједљиву побједу. Након ове побједе добила је могућност да представља Русију на престижним такмичењима. У 17. години (2014) остварила је прву велику побједу на јуниорском „Ролан Гаросу“. Побједила је Ивану Јоровић из Србије и такмичарску годину завршила као трећепласирана у свијету. Током 2014. године освојила је још 7 ИТФ турнира. Међу њима је и шампионска титула на турниру у Шарм Ел Шеику. Након освојеног великог броја турнира услиједио је низ пораза у Мароку, Њемачкој и Америци.

### Прва WTA титула и Олимпијске игре
Са 18 година у конкуренцији парова дошла је до своје прве WTA титуле, заједно са сународницом Јеленом Веснином (Елена Сергеевна Веснина). Касаткина учествује 2016. године на Олимпијским играма у Рио де Жанеиру. У синглу је представљала Русију заједно са Јекатерином Макаровом (Екатерина Макарова), Анастасијом Пављученко (Анастасия Павлюченкова) и Светланом Кузњецовом (Светлана Кузнецова).
У априлу 2017. године поново је обрадовала љубитеље тениса. На WTA турниру у Чарлстону побиједила је Јелену Остапенко (Елена Остапенко) резултатом 6:3, 6:1.

### Дарја Касаткина данас
Дарја живи у тренира у словачком граду Трнави. За њену игру је задужен тренер Владимир Платеник. У посљедњих 5 година је остварила запажене резултате на Вимблдону, на Отвореном првенству САД у тенису (US open) 2015. године, на Отвореном првенству Аустралије у тенису (Аustralian open) 2016. године – успјела је доћи до 3. круга, и у Индијан Велсу 2018. године – играла у финалу.
На турниру у Индијан Велсу (2018) Касаткина је побиједила Катерину Сињакову (Katerina Siniakova), Каролину Возњацки (Caroline Wozniacki), Анђелику Кербер (Аngelique Kerber), Слоун Стивенс (Sloane Stephens) и Винус Вилијамс (Venus Williams). Резултат финалног меча је био 3:6, 2:6.
Најважније признање за њу у 2018. години је Први рекет Русије, након финала у Индијан Велсу. У том тренутку је била 10. рекет свијета.      
2018. године је учествовала и на Отвореном првенству Аусталије у тенису (Аustalian open), али није прошла у трећи круг.
Први рекет Русије Касаткина стартовала је на Ролан Гаросу 2019. године побједом против Италијанке Јасмине Паолини (Jasmine Paolini) 6:2, 6:3. Из такмичења Касаткину је у 2. кругу избацила шампионка Олимпијских игара у Рију Моника Пуиг (Monica Puig).
На Вимблдону 2019. године завршила је такмичење у првом кругу, поразом од Аустралијанке Ајле Томљеновић (Ajla Tomljenovic) 3:6, 1:6.
Нову сезону у 2020. години Касаткина је започела низом пораза на турнирима у Окланду, Аделаиду, Отвореном првенству Аустралије у тенису (Austarlian open), Санкт-Петербургу, Дохи.
Дариа Касаткина тренутно заузима 66. мјесто на WTA листи са 905 бодова.
| Година | Сингл | Дубл |
| ------ | ----- | ---- |
| 2019.  | 69.   |      |
| 2018.  | 10.   |      |
| 2017.  | 24.   | 67.  |
| 2016.  | 27.   | 48.  |
| 2015.  | 72.   | 118. |
| 2014.  | 370.  |      |

## Лични живот
Дарја Касаткина воли фудбал и навија за каталонски фудбалски клуб «Барселона». Тренутно живи у словачком граду Трнави.